# Козлова, Татьяна Александровна
Татьяна Александровна Козлова (род. 25 сентября 1984 года, Первомайске, Николаевская область, УССР, СССР) — украинская волейболистка. Финалистка Лиги чемпионов 2012 года. 4-кратная чемпионка Украины (2006, 2007, 2008, 2016). 6-кратная обладательница Кубка Украины. 2-кратная чемпионка и обладательница Кубка Франции. Доигровщица. Мастер спорта Украины.

## Биография
Воспитанница спортлицея Белой Церкви. Первый тренер — Ольга Датий.
Выступала за клубы: «Рось-Университет» (Белая Церковь) – 2001-2005; «Круг» (Черкассы) – 2005-2008; «Джинестра» (Одесса) – 2008-2011; «Канны» (Франция) – 2011-2013; «Протон» (Балаково, Россия) – 2013-2014.
В составе «Канн» в 2012 году сыграла в финале Лиги чемпионов.
В южненском «Химике» с июля 2015 года. В сезоне-2010/11 провела за южненский клуб два матча в Кубке вызова ЕКВ.
В сезоне-2009/10 признавалась лучшей нападающей чемпионата и лучшим игрок «Финала четырех» Кубка Украины.
В 2007 году стала победительницей Всеукраинской Спартакиады.